# Venceslas II de Bohême (duc)
Pour les articles homonymes, voir Venceslas II de Bohême.
Venceslas II duc de Brno (1174-1176) puis d'Olomouc (1176-1179) il devient duc de Bohême de 1191 à 1192.

## Biographie
Dernier fils de Sobeslav Ier de Bohême né en 1137, ancien duc de Brno et d'Olomouc, dépossédé de son patrimoine de Moravie en 1179 et se réfugie en Hongrie. Il revient en Bohême en 1184 à l'appel de la noblesse opposée au duc Frédéric/Bedřich qui avait chassé son frère Sobeslav II.
À la mort de ce prince, il entretient de bonnes relations avec son successeur le margrave de Moravie Conrad II Ota qui comme lui est un adversaire des fils de Vladislav II de Bohême. Lorsque le prince rejoint l'expédition de Henri VI du Saint-Empire en Italie, il lui laisse l'administration de la Bohême avant de mourir à Naples.
Venceslas II devint donc duc de Bohême après 13 ans d'exil à la mort de Conrad II de Bohême mais il est renversé trois mois après par Ottokar Ier de Bohême le demi-frère de Frédéric Ier de Bohême qui offre à Henri VI une somme de 6.000 livres pour obtenir le trône. C'est finalement Bretislav III le prince-évêque de Prague qui est proclamé duc et Venceslas s'enfuit début 1192 réclamer l'appui de l'empereur mais tombe entre les mains du margrave de Misnie Albert Ier époux d'une fille de Frédéric Ier de Bohême et allié de son compétiteur qui le jette en prison à Meissen où il meurt en 1192. On ignore s'il était marié et s'il avait des enfants.

## Sources
- Francis Dvornik, Les Slaves histoire, civilisation de l'Antiquité aux débuts de l'Époque contemporaine, Paris, éditions du Seuil, 1970, 1196 p.
- Jörg K. Hoensch et Françoise Laroche (traduction), Histoire de la Bohême, Paris, Éditions Payot, 1995 (ISBN 2228889229), p. 71-72.
- Pavel Bělina, Petr Čornej et Jiří Pokorný, Histoire des Pays tchèques, Paris, Éditions du Seuil, coll. « Points Histoire U 191 », 1995, 510 p. (ISBN 2020208105).
- (de) Europäische Stammtafeln, vol. 3, Francfort-sur-le-Main, Vittorio Klostermann, Gmbh, 2004 (ISBN 3465032926), Die Herzoge von Böhmem I und die Fürsten von Mähren (Die Przemysliden)  Tafel 55.